# Peter De Groote
Peter De Groote (ca. 1986) is een Belgisch journalist en redacteur.

## Levensloop
Peter De Groote studeerde Germaanse filologie aan de Universiteit Gent en journalistiek aan de Erasmushogeschool Brussel. Hij ging in 2007 aan de slag als journalist voor De Tijd. Hij werd in 2017 adjunct-hoofdredacteur. Op 1 juni 2020 volgde hij Stephanie De Smedt op als hoofdredacteur van De Tijd.